# Occupazioni militari dell'Unione Sovietica

Sfera d'influenza sovietica nell'Europa centro-orientale con cambiamenti di confine derivanti dalle operazioni militari della seconda guerra mondiale

Durante la seconda guerra mondiale, l'Unione Sovietica ha occupato e annesso diversi paesi effettivamente consegnati dalla Germania nazista nel protocollo segreto del patto Molotov-Ribbentrop del 1939. Questi includevano la Polonia orientale (incorporata in due diverse RSS), così come la Lettonia (diventata RSS Lettone), l'Estonia (diventata RSS Estone), la Lituania (diventata RSS Lituana), parti della Finlandia orientale (diventata la RSS Carelo-Finlandese) e la Romania orientale (che diventò la RSS Moldava e parte della RSS Ucraina). Oltre al Patto Molotov-Ribbentrop e alla divisione post-bellica della Germania, l'URSS ha anche occupato e annesso la Transcarpazia dalla Cecoslovacchia nel 1945 (divenuta parte della RSS Ucraina).
Di seguito è riportato un elenco di varie occupazioni militari dell'Unione Sovietica derivanti dal patto con la Germania nazista (prima della seconda guerra mondiale) dalla conseguente guerra fredda all'indomani della vittoria degli Alleati sulla Germania.

## Polonia (1939–1956)
La Polonia fu il primo paese ad essere occupato dall'Unione Sovietica durante la seconda guerra mondiale. Il protocollo segreto del patto Molotov-Ribbentrop stabiliva che la Polonia fosse divisa tra l'Unione Sovietica e la Germania nazista. Nel 1939, la superficie totale dei territori polacchi occupati dall'Unione Sovietica (compresa l'area assegnata alla Lituania e annessa nel 1940 durante la formazione della RSS Lituana) era di 201.015 km2, con una popolazione di 13.299 milioni, di cui 5,274 milioni erano etnici polacchi e 1,109 milioni erano ebrei.
Dopo la fine della seconda guerra mondiale, l'Unione Sovietica mantenne la maggior parte dei territori occupati nel 1939, mentre i territori con un'area di 21.275 km2 con 1,5 milioni di abitanti furono restituiti alla Polonia controllata dai comunisti, in particolare le aree vicino a Białystok e Przemyśl. Nel 1944-1947, oltre un milione di polacchi furono reinsediati dai territori annessi in Polonia (principalmente nei territori riconquistati).
Le truppe sovietiche (il Gruppo di Forze del Nord) erano di stanza in Polonia dal 1945 al 1993. Solo nel 1956 gli accordi ufficiali tra il regime comunista in Polonia stabilito dai sovietici stessi e dall'Unione Sovietica riconobbero la presenza di quelle truppe; quindi molti studiosi polacchi accettano l'uso del termine "occupazione" per il periodo 1945-1956. Altri studiosi datano l'occupazione sovietica fino al 1989. Il Governo in esilio della Polonia è esistito fino al 1990.

## Paesi baltici (1940–1991)
Dopo essere esistiti come paesi indipendenti per vent'anni, Estonia, Lettonia e Lituania, furono occupate e annesse illegalmente nel giugno 1940. Ottenuta una mano libera dalla Germania nazista attraverso il Patto di non aggressione tedesco-sovietico e il suo protocollo aggiuntivo segreto dell'agosto 1939, l'Unione Sovietica fece pressione sui tre paesi per accettare le sue basi militari nel settembre 1939. Nel caso del rifiuto, l'URSS effettuò un blocco aereo e navale e minacciò di attaccare immediatamente con centinaia di migliaia di truppe ammassate sul confine. Le forze militari hanno superato i sistemi politici di questi paesi e installato regimi fantoccio dopo elezioni truccate nel giugno 1940.
La sovietizzazione fu interrotta dall'occupazione tedesca nel 1941-1945. L'offensiva baltica ristabilì il controllo sovietico nel 1944-1945 e riprese la sovietizzazione, completata per lo più nel 1950. La collettivizzazione forzata dell'agricoltura ebbe inizio nel 1947 e fu completata dopo la deportazione di massa nel marzo 1949. Le fattorie private furono confiscate e gli agricoltori sono stati fatti per unirsi alle fattorie collettive. Un movimento di resistenza armata di "fratelli della foresta" è stato attivo fino alla metà degli anni '50. Centinaia di migliaia hanno partecipato o supportato il movimento; decine di migliaia sono stati uccisi. Anche le autorità sovietiche che combattono i fratelli della foresta hanno subito centinaia di morti. Alcuni civili innocenti sono stati uccisi da entrambe le parti. Inoltre, un certo numero di gruppi di studenti nazionalisti clandestini erano attivi. La maggior parte dei loro membri è stata condannata a lunghe pene detentive. Le azioni punitive diminuirono rapidamente dopo la morte di Iosif Stalin nel 1953; dal 1956 al 1958, a gran parte dei deportati e dei prigionieri politici fu permesso di tornare.
Durante l'occupazione, le autorità sovietiche hanno ucciso, arrestato politicamente, redatto illegalmente e deportato centinaia di migliaia di persone. Numerosi altri tipi di crimini contro l'umanità sono stati commessi durante tutto il periodo di occupazione. Inoltre, cercando di rafforzare gli ideali del comunismo, le autorità hanno deliberatamente smantellato le strutture sociali ed economiche esistenti e imposto nuove gerarchie "ideologicamente pure". Questo ha gravemente ritardato le economie baltiche. Ad esempio, gli scienziati estoni hanno stimato danni economici direttamente attribuibili all'occupazione del secondo dopoguerra a centinaia di miliardi di dollari USA (diverse dozzine del PIL dell'Estonia del 2006 di 21,28 miliardi di dollari). Il danno ambientale sovietico all'Estonia è stimato a circa 4 miliardi di dollari. Oltre ai danni diretti, l'economia ritardata ha portato a gravi disuguaglianze all'interno dell'Europa settentrionale.
Dopo tutto, il tentativo di integrare la società estone nel sistema sovietico fallì. Anche se la resistenza armata fu sconfitta, la popolazione rimase antisovietica. Ciò ha aiutato gli estoni a organizzare un nuovo movimento di resistenza verso la fine degli anni '80, a riacquistare la loro indipendenza nel 1991 e poi a sviluppare rapidamente una società moderna.
Nonostante l'annessione dell'Unione Sovietica nel 1940, è quindi corretto parlare dell'occupazione degli Stati baltici, riferendosi in particolare all'assenza del titolo giuridico sovietico. L'occupazione prolungata non fu ortodossa. Fino al 1991, lo status dei tre paesi assomigliava all'occupazione classica in modi importanti: il controllo esterno da parte di una forza internazionalmente non autorizzata e un conflitto di interessi tra la potenza straniera e gli abitanti. Tuttavia, in altri aspetti la situazione era molto diversa da un'occupazione classica. Sia il fatto di incorporare gli Stati baltici nell'URSS come repubbliche sovietiche senza qualifica, sia la lunga durata della norma sovietica sfidano l'applicabilità di tutte le regole sull'occupazione dal punto di vista pratico. Nonostante l'annessione, la presenza dell'URSS negli Stati baltici è rimasta un'occupazione sui generis.
Sebbene l'Unione Sovietica abbia condannato il patto Molotov-Ribbentrop - l'immediato precursore dell'occupazione - è al momento la politica della successione legale della Federazione Russa dell'URSS di negare che gli eventi costituissero occupazione o fossero illegali secondo le leggi (internazionali) applicabili.

## Territori finlandesi (1940)

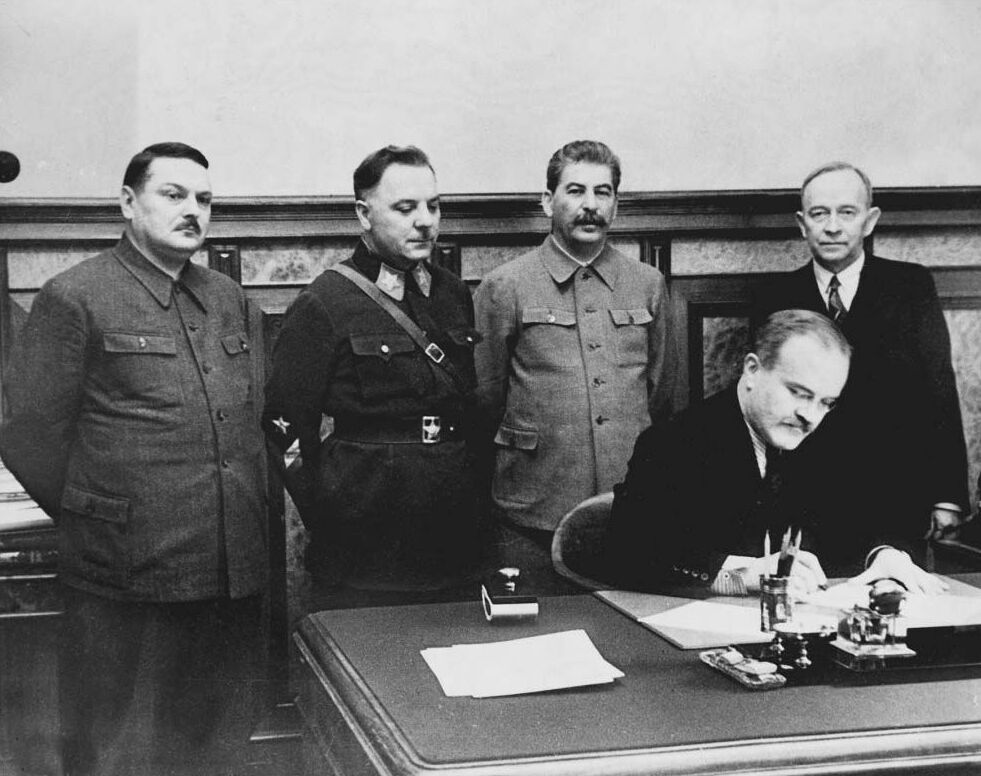
Molotov firmò un accordo tra l'Unione Sovietica e lo Stato fantoccio della Repubblica Democratica Finlandese, che esisteva nei territori occupati durante la guerra d'Inverno.

L'Unione Sovietica chiese di spostare il confine finlandese più lontano da Leningrado. L'URSS insistette anche sul fatto che la Finlandia avrebbe concesso in affitto la penisola di Hanko (o un territorio simile all'ingresso del Golfo di Finlandia) per la creazione di una base navale della flotta del Mar Baltico rosso. Tuttavia, la Finlandia rifiutò e l'Unione Sovietica invase il paese, dando il via alla Guerra d'Inverno. L'URSS ha istituito la Repubblica democratica finlandese (in finlandese: Suomen kansanvaltainen tasavalta), un regime fantoccio sovietico di breve durata nei territori occupati della Carelia. Durante la guerra anche i sovietici occuparono il comune di Petsamo nella costa del Mare di Barents.
Il trattato di pace di Mosca pose fine allo stato di occupazione il 12 marzo 1940, quando la Finlandia fu costretta a cedere parti della Carelia. Il terreno rappresentava il 9% del territorio del paese, inclusa la seconda città più grande della Finlandia, Viipuri e gran parte dell'industria finlandese. Circa 422.000 careliani - il 12% della popolazione finlandese - scelgono piuttosto di evacuare oltre il nuovo confine e perdere le loro case piuttosto che diventare soggetti sovietici. Le truppe militari e gli altri civili furono evacuati in fretta. La Finlandia ha dovuto cedere anche una parte dell'area di Salla, la penisola di Rybachy nel mare di Barents e quattro isole nel Golfo di Finlandia. Le aree cedute sono state integrate all'interno dell'ASSR careliana per formare la RSS Carelo-Finlandese.
Quando le ostilità ripresero nel 1941, le forze finlandesi riconquistarono le aree perdute e poi avanzarono ulteriormente fino al fiume Svir e al lago Onega prima della fine dell'anno. Nell'offensiva sovietica del 1944 contro i finlandesi, l'avanzata dell'Armata Rossa fu fermata dai finlandesi prima di raggiungere il confine del 1940 o, nel solo caso in cui ciò avvenne, l'Armata Rossa fu prontamente respinta in contropiede finlandese. Nei negoziati che seguirono l'arresto dell'offensiva sovietica i finlandesi cedettero ulteriormente il comune di Petsamo all'Unione Sovietica nell'Armistizio di Mosca. Le forze sovietiche presero il comune dai tedeschi durante l'offensiva di Petsamo-Kirkenes.

## Bessarabia e Bucovina settentrionale (1940)
L'Unione Sovietica, che non riconobbe la sovranità della Romania sulla Bessarabia dall'unione del 1918, emise un ultimatum il 28 giugno 1940 chiedendo l'evacuazione dell'amministrazione e dell'esercito rumeno dal territorio da essa contestato nonché dalla parte settentrionale della provincia rumena della Bucovina. Sotto la pressione di Mosca e Berlino, l'amministrazione rumena e le forze armate si ritirarono per evitare la guerra. Adolf Hitler usò l'occupazione sovietica della Bessarabia come giustificazione per l'occupazione tedesca della Jugoslavia e della Grecia e l'attacco tedesco all'URSS.

## Dopo che l'URSS entrò in guerra dal lato alleato

Mappa del blocco orientale

Il 22 giugno 1941 iniziò l'operazione Barbarossa, che diede inizio al fronte orientale. I principali paesi dell'Asse europeo e la Finlandia hanno invaso l'Unione Sovietica, ponendo fine al trattato di non aggressione tedesco-sovietico. Durante le ostilità tra l'Unione Sovietica e l'Asse, che portò alla totale sconfitta militare di quest'ultimo, l'URSS occupò in tutto o in parte il territorio della Germania e dei suoi satelliti, così come i territori di alcuni Stati occupati dalla Germania e dall'Austria. Alcuni di essi divennero Stati satelliti sovietici, cioè la Repubblica Popolare Polacca, la Repubblica Popolare Ungherese, la Repubblica Socialista Cecoslovacca, la Repubblica Popolare Rumena, la Repubblica Popolare di Bulgaria, la Repubblica Popolare d'Albania; in seguito, la Germania Est si formò sulla base della zona sovietica dell'occupazione tedesca.

### Iran (1941–1946)
Il 25 agosto 1941 le forze britanniche e del Commonwealth e l'Unione Sovietica hanno invaso congiuntamente l'Iran. Lo scopo dell'invasione (nome in codice "Operation Countenance") era quello di proteggere i giacimenti petroliferi iraniani e assicurare linee di rifornimento (vedere Corridoio persiano) per i sovietici che combattevano contro i paesi dell'Asse europeo sul fronte orientale. L'Unione Sovietica avrebbe continuato a costituire il governo popolare dell'Azerbaigian nell'Azerbaigian iraniano mentre occupava il resto dell'Iran settentrionale.

### Ungheria (1944)
Nel luglio 1941, il Regno d'Ungheria, membro del Patto tripartito, prese parte all'operazione Barbarossa, in alleanza con la Germania nazista. Le forze ungheresi combatterono spalla a spalla con la Wehrmacht e avanzarono attraverso la RSS Ucraina e la RSFS Russa, arrivando fino a Stalingrado. Tuttavia, alla fine del 1942, l'Armata Rossa sovietica cominciò a respingere la Wehrmacht attraverso una serie di offensive che precedettero l'invasione dell'Armata Rossa sul territorio ungherese nel 1943-44. Nel settembre del 1944 le forze sovietiche entrarono in Ungheria, lanciando l'offensiva di Budapest. Mentre l'esercito ungherese ignorava l'armistizio con l'URSS firmato dal governo di Miklós Horthy il 15 ottobre 1944, i sovietici si fecero strada verso ovest contro le truppe ungheresi e i loro alleati tedeschi che catturarono la capitale il 13 febbraio 1945. Le operazioni continuarono fino al 4 aprile 1945, quando le ultime truppe tedesche e le restanti truppe ungheresi fedeli furono dirottate fuori dal paese.
I sovietici si assicurarono che un leale governo del dopoguerra dominato dai comunisti fosse installato nel paese prima di trasferire l'autorità dalla forza lavoro alle autorità ungheresi. La presenza di truppe sovietiche nel paese era regolata dal trattato di mutua assistenza del 1949 stipulato tra i governi sovietico e ungherese. La rivoluzione ungherese del 1956 fu una spontanea rivolta nazionale contro il governo comunista ungherese e le sue politiche imposte dai sovietici. Dopo aver annunciato la volontà di negoziare il ritiro delle forze sovietiche, il Politburo sovietico cambiò idea. Il 4 novembre 1956, una grande forza militare congiunta del Patto di Varsavia guidata da Mosca, entrò a Budapest per annientare la resistenza armata, uccidendo migliaia di civili nel processo.
Dopo il crollo dell'Unione Sovietica, l'ultimo soldato sovietico lasciò il paese nel 1991, mettendo così fine alla presenza militare sovietica in Ungheria.

### Romania (1944)

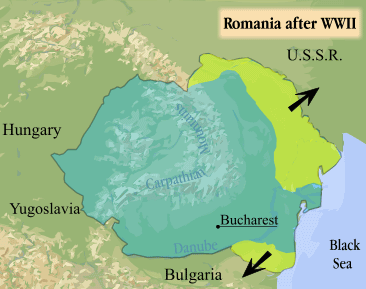
Mappa della Romania dopo la seconda guerra mondiale che indica i territori persi.

La seconda offensiva di Jassy-Kishinev sovietica portò alla sconfitta della Romania, al successivo colpo di stato e al passaggio della Romania dall'Asse agli Alleati. Le truppe sovietiche erano di stanza in questo paese dal 1944 al 1958. Il 12 settembre 1944, con l'Armata Rossa che già controllava gran parte del territorio della Romania, fu firmato un accordo di armistizio tra la Romania e l'Unione Sovietica, in base al quale la Romania retrocedeva il territorio amministrato all'inizio della guerra e si sottomise a una commissione alleata costituita dal Unione Sovietica, Stati Uniti e Regno Unito. Sul terreno, era il comando militare sovietico, e non gli alleati occidentali, che di fatto esercitava l'autorità dominante. La presenza e la libera circolazione delle truppe sovietiche erano esplicitamente previste nell'accordo.
I termini dell'accordo di armistizio cessarono il 15 settembre 1947 quando entrarono in vigore le condizioni dei trattati di pace di Parigi del 1947. Il nuovo trattato prevedeva il ritiro di tutte le forze alleate dalla Romania con un'importante esenzione secondo cui tale ritiro era "subordinato al diritto dell'Unione Sovietica di mantenere sul territorio rumeno le forze armate necessarie per il mantenimento delle linee di comunicazione dell'esercito sovietico con la zona di occupazione sovietica in Austria".
All'indomani dell'accordo, la presenza sovietica cadde da 130.000 soldati (il picco nel 1947) a circa 30.000. Le truppe furono completamente ritirate nell'agosto del 1958.
Confrontando l'occupazione sovietica della Romania con quella della Bulgaria, David Stone osserva: "A differenza della Bulgaria, la Romania aveva pochi legami culturali e storici con la Russia, e aveva effettivamente condotto una guerra all'Unione Sovietica. Di conseguenza, l'occupazione sovietica pesava di più sul rumeno persone, e le truppe stesse erano meno disciplinate."

### Bulgaria (1944)
Il 5 settembre 1944, l'Unione Sovietica dichiarò guerra alla Bulgaria e l'8 settembre invase il paese, senza incontrare resistenza. Il giorno dopo i sovietici occuparono la parte nord-orientale della Bulgaria insieme alla città portuale di Varna. L'8 settembre 1944 la Bulgaria dichiarò guerra alla Germania nazista. Distaccamenti di guarnigione con gli ufficiali di Zveno alla testa hanno rovesciato il governo alla vigilia del 9 settembre, dopo aver preso dei punti strategici a Sofia e arrestato i ministri. Un nuovo governo del Fronte della patria fu nominato il 9 settembre con Kimon Georgiev come primo ministro. Le truppe sovietiche furono ritirate nel 1947.

### Cecoslovacchia (1944)
Nell'autunno del 1944, quando le truppe nord-orientali della Rutenia dei Carpazi furono catturate dall'esercito rosso, la delegazione del governo cecoslovacco guidata dal ministro František Němec arrivò a Chust per stabilire l'amministrazione provvisoria cecoslovacca, secondo i trattati tra il sovietico e la Cecoslovacchia governi dello stesso anno. Tuttavia, dopo poche settimane, l'Armata Rossa e l'NKVD iniziarono a ostacolare il lavoro della delegazione e il "Comitato nazionale della Transcarpazia-Ucraina" fu istituito a Mukachevo sotto la protezione dell'Armata Rossa. Il 26 novembre questo comitato, guidato da Ivan Turjanica (un Rusyn che abbandonò l'esercito cecoslovacco) proclamò la volontà del popolo ucraino di separarsi dalla Cecoslovacchia e aderire all'Ucraina sovietica. Dopo due mesi di conflitti e negoziati, la delegazione del governo cecoslovacco partì da Chust il 1 ° febbraio 1945, lasciando l'Ucraina dei Carpazi sotto il controllo sovietico. Dopo la seconda guerra mondiale, il 29 giugno 1945, fu firmato un trattato tra la Cecoslovacchia e l'Unione Sovietica, cedendo ufficialmente la Carpazia-Ucraina all'Unione Sovietica.
Dopo la presa di Praga da parte dell'Armata Rossa nel maggio 1945, i sovietici si ritirarono nel dicembre 1945 come parte di un accordo che tutte le truppe sovietiche e statunitensi lasciarono il paese.

### Norvegia settentrionale (1944-1946) / Bornholm (1945-1946)
Tra il 1944 e il 1946, le truppe sovietiche occuparono la Norvegia settentrionale e l'isola danese di Bornholm, strategicamente situata all'ingresso del Mar Baltico. L'intento di Stalin era quello di tentare di guadagnare basi in questi luoghi alla fine della guerra. Il vice ambasciatore sovietico propose di impossessarsi di Bornholm nel marzo 1945 e il 4 maggio la flotta del Baltico ricevette l'ordine di impossessarsi dell'isola.
Bornholm fu pesantemente bombardata dalle forze sovietiche nel maggio 1945. Gerhard von Kamptz, l'ufficiale superiore tedesco in carica non riuscì a fornire una capitolazione scritta come richiesto dai comandanti sovietici, diversi aerei sovietici bombardarono inesorabilmente e distrussero più di 800 case civili a Rønne e Nexø e gravemente danneggiato circa 3 000 in più durante il 7 e l'8 maggio 1945. Il 9 maggio, le truppe sovietiche sbarcarono sull'isola e dopo una breve battaglia la guarnigione tedesca si arrese. Le forze sovietiche abbandonarono l'isola il 5 aprile 1946.

### Germania (1945)
La Zona di occupazione sovietica della Germania era l'area della Germania orientale occupata dall'Unione Sovietica dal 1945 in poi. Nel 1949 divenne la Repubblica Democratica Tedesca conosciuta anche come Germania Est o RDT. Nel 1955 la Repubblica fu dichiarata dall'Unione Sovietica come sovrana; tuttavia, vi rimase un gruppo di forze sovietiche, in base all'accordo di Potsdam a quattro potenze. Dato che le truppe della NATO sono rimaste a Berlino Ovest e nella Germania Ovest, la RDT e Berlino in particolare sono diventate punti focali delle tensioni della Guerra Fredda. Una barriera di separazione tra la Germania occidentale e orientale, il muro di Berlino conosciuto in Unione Sovietica e nella Germania Est come "muro di protezione antifascista", venne costruito nel 1961.
Il trattato sull'insediamento definitivo, con rispetto per la Germania, firmato a Mosca, impone il ritiro di tutte le forze sovietiche dalla Germania entro la fine del 1994. La conclusione della soluzione finale ha aperto la strada all'unificazione della Germania orientale e occidentale. L'unione politica formale si è verificata il 3 ottobre 1990. Uno dei risultati dell'occupazione era rappresentato da bambini, figli di soldati russi, attraverso relazioni romantiche, rapporti di convenienza o stupri. Questi bambini hanno sperimentato la discriminazione sociale per decenni, ma dopo il ritiro delle truppe e lo sviluppo della perestrojka, alcuni di questi "bambini dell'Armata Rossa persi" hanno fatto tentativi pubblici di scoprire di più sui loro padri russi.

### Austria (1945–1955)

Zone di occupazione in Austria

Alla fine della guerra, Austria e Vienna furono divise in 4 zone di occupazione, seguendo i termini della Conferenza di Potsdam. L'Unione Sovietica ha espropriato oltre 450 imprese, precedentemente di proprietà tedesca, e l'amministrazione per la proprietà sovietica in Austria, o USIA. Ciò rappresentava meno del 10% della forza lavoro austriaca al culmine del 1951 e meno del 5% del PIL austriaco in quel momento. Il 15 maggio 1955 fu firmato il Trattato dello Stato austriaco, che stabilì ufficialmente l'indipendenza e la sovranità austriache. Il trattato è stato approvato il 27 luglio e le ultime truppe alleate hanno lasciato il paese il 25 ottobre.

### Manciuria (1945–1946)
L'invasione sovietica della Manciuria o, come la chiamarono i sovietici, l'operazione offensiva strategica manciuriana (in russo Манчжурская стратегическая наступательная операция?, Mančžurskaja strategičeskaja nastupatel'naja operacija), ebbe inizio il 9 agosto 1945, con l'invasione sovietica dello stato fantoccio giapponese del Manciukuò e fu la più grande campagna della guerra sovietico-giapponese del 1945 che riprese le ostilità tra l'Unione Sovietica e l'Impero del Giappone dopo più di 4 anni di pace. I guadagni sovietici nel continente erano Manciukuò, Mengjiang (Mongolia interna) e la penisola nordcoreana. La rapida sconfitta dell'esercito giapponese del Kwantung fu un fattore molto significativo nella resa giapponese e alla fine della seconda guerra mondiale, quando il Giappone si rese conto che i russi erano disposti e in grado di prendere i costi dell'invasione delle sue isole, dopo la loro rapida conquista della Manciuria e il sud del Sachalin.

### Corea (1945–1948)
Nell'agosto del 1945 l'esercito sovietico istituì l'amministrazione civile sovietica per amministrare il paese fino a che non fosse stato stabilito un regime interno. Sono state istituite commissioni provvisorie in tutto il paese che mettono i comunisti in posizioni chiave. Nel febbraio 1946 un governo provvisorio convocò il Comitato popolare provvisorio della Corea del Nord formato da Kim Il-sung. Le forze sovietiche partirono nel 1948, e pochi anni dopo, nel tentativo di unire la Corea sotto il dominio comunista, scoppiò la guerra di Corea.

### Isole Curili (1945)
Dopo che il Giappone accettò la Dichiarazione di Potsdam il 14 agosto 1945 e annunciò la fine della guerra il 15 agosto 1945, l'Unione Sovietica iniziò l'invasione delle isole Curili, che ebbe luogo tra il 18 agosto e il 3 settembre, espellendo gli abitanti giapponesi due anni dopo.

## Guerra fredda

### Rivoluzione ungherese del 1956
La rivoluzione ungherese del 1956 fu una spontanea rivolta nazionale contro il governo comunista ungherese e le sue politiche imposte dai sovietici. Dopo aver annunciato la loro volontà di negoziare il ritiro delle forze sovietiche, il Politburo sovietico cambiò idea e si mosse per schiacciare la rivoluzione. Il 4 novembre 1956, una grande forza militare congiunta del Patto di Varsavia, guidata da Mosca, entrò a Budapest per schiacciare la resistenza armata.
L'intervento sovietico, nome in codice "Operazione Whirlwind", fu lanciato dal maresciallo Ivan Konev. Le cinque divisioni sovietiche di stanza in Ungheria prima del 23 ottobre sono state potenziate con una forza totale di 17 divisioni. L'8ª Armata Meccanizzata sotto il comando del Tenente Generale Hamazasp Babadzhanian e la 38ª Armata sotto il comando del Tenente Generale Hadzhi-Umar Mamsurov del vicino Distretto Militare dei Carpazi furono schierate in Ungheria per l'operazione.
Alle 3:00 del 4 novembre, i carri armati sovietici penetrarono a Budapest lungo la parte di Pest del Danubio in due spinte, una da sud e una da nord, dividendo così la città a metà. Le unità corazzate attraversarono Buda e alle 4:25 del mattino spararono i primi colpi nelle caserme dell'esercito sulla strada di Budaõrsi. Poco dopo, l'artiglieria sovietica e il fuoco dei carri armati furono ascoltati in tutti i distretti di Budapest. Operazione Whirlwind ha combinato attacchi aerei, artiglieria e l'azione coordinata di fanteria serbatoio di 17 divisioni. Alle 8:00 la difesa organizzata della città è svanita dopo che la stazione radio è stata sequestrata e molti difensori sono tornati alle posizioni fortificate. I civili ungheresi subivano il peso maggiore dei combattimenti, e spesso era impossibile per le truppe sovietiche distinguere i militari dagli obiettivi civili. Per questo motivo, i carri armati sovietici spesso strisciavano lungo le strade principali sparando indiscriminatamente negli edifici. La resistenza ungherese era la più forte nelle aree industriali di Budapest, che erano fortemente bersagliate dall'artiglieria sovietica e dagli attacchi aerei. L'ultima sacca di resistenza ha chiesto il cessate il fuoco il 10 novembre. Oltre 2.500 ungheresi e 722 soldati sovietici furono uccisi e altre migliaia furono feriti.

### Cecoslovacchia (1968–1989)
Nel 1948, il Partito Comunista Cecoslovacco vinse una larga parte del voto nella politica cecoslovacca, portando a un periodo comunista senza la presenza militare sovietica immediata. Gli anni '50 furono caratterizzati come un periodo repressivo nella storia del paese, ma negli anni '60 la dirigenza socialista locale aveva intrapreso un percorso verso riforme economiche, sociali e politiche. Tuttavia, un certo numero di importanti comunisti cechi, insieme con l'agenzia ceca della sicurezza, hanno cospirato contro l'introduzione limitata di sistemi di mercato, le libertà personali e il rinnovo delle associazioni civiche (vedi Socialismo con un volto umano) facendo leva sul sostegno russo per rafforzare le posizioni del Partito Comunista.
Leonid Il'ič Brežnev, segretario generale del Partito Comunista dell'Unione Sovietica, ha reagito a queste riforme annunciando la dottrina Breznev e il 21 agosto 1968 circa 750.000 truppe del Patto di Varsavia, in maggioranza provenienti dall'Unione Sovietica, Polonia, Bulgaria e Ungheria, con carri armati e mitragliatrici occuparono la Cecoslovacchia, deportarono migliaia di persone e rapidamente fecero deragliare tutte le riforme. La maggior parte delle grandi città è stata invasa e sorpassata individualmente; tuttavia, l'attenzione principale dell'invasione si concentrò su Praga, in particolare sugli organi statali, la televisione e la radio ceca.
Il governo cecoslovacco ha tenuto una sessione di emergenza e ha espresso a gran voce il suo disaccordo con l'occupazione. Molti cittadini si sono uniti alle proteste e nel settembre 1968 almeno 72 persone sono morte e altre centinaia sono rimaste ferite nei conflitti. Nel breve periodo successivo all'occupazione, che aveva messo fine a ogni speranza che la Primavera di Praga avesse creato, circa 100.000 persone fuggirono dalla Cecoslovacchia. Durante tutto il tempo dell'occupazione, oltre 700.000 persone, inclusa una parte significativa dell'intellighenzia cecoslovacca, se ne andarono. I comunisti hanno risposto revocando la cittadinanza cecoslovacca di molti di questi rifugiati e vietato loro di tornare in patria.
In una riunione del Consiglio di sicurezza delle Nazioni Unite, Jakov Malik, l'ambasciatore sovietico presso l'ONU, ha emesso un proclama, sostenendo che l'intervento militare era una risposta a una richiesta del governo cecoslovacco. L'Unione Sovietica essendo un membro permanente del Consiglio di sicurezza - con diritto di veto - fu in grado di aggirare le risoluzioni delle Nazioni Unite per porre fine all'occupazione.
La fine della primavera di Praga divenne chiara nel dicembre 1968, quando un nuovo presidio del Partito Comunista di Cecoslovacchia accettò le cosiddette istruzioni dallo sviluppo critico nel paese e nella società dopo il XIII Congresso del Partito Comunista Cecoslovacco. Sotto l'apparenza di "normalizzazione", tutti gli aspetti del neo-stalinismo sono stati restituiti alla vita politica ed economica quotidiana.
L'occupazione sovietica della Cecoslovacchia terminò nel 1989 con la rivoluzione di velluto, due anni prima del crollo dell'Unione Sovietica. Le ultime truppe di occupazione hanno lasciato il paese il 27 giugno 1991.
Nel 1987, il leader sovietico Michail Gorbačëv riconobbe che le sue politiche di liberalizzazione della glasnost' e della perestrojka dovevano molto al "socialismo dal volto umano" di Dubček con un volto umano. Alla domanda su quale fosse la differenza tra la Primavera di Praga e le sue stesse riforme, Gorbačëv rispose: "Diciannove anni".
Durante una visita a Praga nel 2007, Vladimir Putin ha dichiarato di aver sentito la responsabilità morale per gli eventi del 1968 e che la Russia li ha condannati.

### Afghanistan (1979–1989)

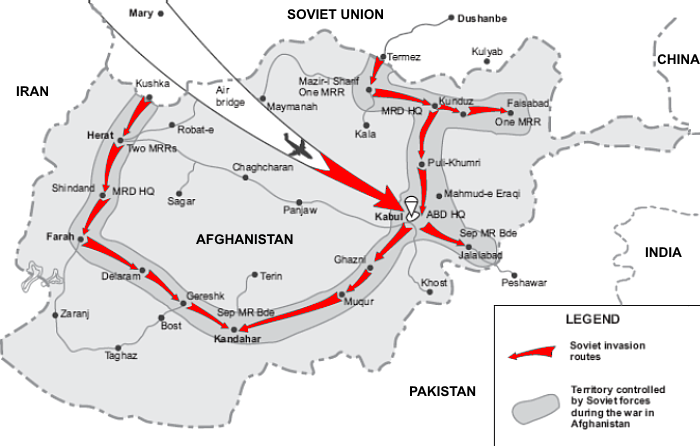
L'invasione sovietica alla fine di dicembre 1979.

I resoconti accademici e storici hanno sostenuto che l'Afghanistan era stato sotto l'influenza dell'Unione Sovietica già nel 1919, quando l'Afghanistan iniziò a ricevere aiuti per contrastare l'Anglosfera del Regno Unito. La maggiore assistenza tecnica sovietica, gli aiuti militari e le relazioni economiche crebbero negli anni '50, seguiti dalla rivoluzione comunista negli anni '70. Con la minaccia al governo comunista afghano, il governo iniziò l'invasione dell'Afghanistan a mezzanotte del 24 dicembre 1979. L'URSS organizzò un massiccio ponte aereo militare a Kabul, coinvolgendo circa 280 velivoli da trasporto e 3 divisioni di quasi 8.500 uomini ciascuno. Entro due giorni, l'Unione Sovietica aveva preso il controllo dell'Afghanistan, prima assicurando Kabul schierando una speciale unità d'assalto sovietica contro il Darulaman Palace, dove elementi dell'esercito afghano fedele ad Hafizullah Amin resero una feroce, ma breve resistenza. Con la morte di Amin al palazzo, Babrak Karmal, capo esiliato della fazione Parcham del PDPA, fu installato dai sovietici come nuovo capo del governo afghano.
Il picco dei combattimenti arrivò nel 1985-86. Le forze sovietiche hanno lanciato i loro più grandi e più efficaci assalti alle linee di rifornimento della mujaheddin adiacente al Pakistan. Le maggiori campagne avevano anche costretto i mujaheddin a difendersi vicino a Herat e Kandahar. Il 15 febbraio 1989, le ultime truppe sovietiche partirono in programma dall'Afghanistan.